# Zutswa
Zutswa – wieś w Botswanie w dystrykcie Kgalagadi. Według spisu ludności z 2001 roku wieś liczyła 469 mieszkańców.